# Daniela Citarelli
Daniela Citarelli (Roma, 6 settembre 1954) è un'ex cestista italiana.

## Carriera
Con l'Italia ha disputato i Campionati europei del 1976.